# Joseph Giunta (Mafioso)
Joseph Giunta (* 1887; † 7./8. Mai 1929 in Chicago) war ein US-amerikanischer Mobster des Chicago Outfit.
Nach der Ermordung von Pasqualino „Patsy“ Lolordo wurde Giunta Präsident der Unione Siciliana.
Al Capone kam 1929 zu der Auffassung, Joseph Giunta, John Scalise und Albert Anselmi seien nicht mehr loyal und wären zu seinem Gegenspieler Joseph Aiello übergelaufen, als er von einer Kontaktaufnahme seitens Aiellos erfuhr.
Bis heute ist unklar, ob sich die drei wirklich von Aiello haben überzeugen lassen; jedenfalls ging Capone offenbar kein Risiko mehr ein. Ob er allerdings wirklich am 7. Mai 1929 selbst Hand mit Hilfe eines Baseballschlägers angelegt hat, wie es einige Mafia-Filme zeigen, wird heute eher bezweifelt und gilt als eine von zahlreichen unausrottbaren Legenden der La Cosa Nostra. Jedenfalls wurden die übel zugerichteten Leichen der drei möglichen Überläufer am 8. Mai 1929 im Douglas Park aufgefunden.
Joseph Giunta wurde auf dem Friedhof Mount Carmel Cemetery beigesetzt.